# Lamar Hunt U.S. Open Cup de 2024
A Lamar Hunt U.S. Open Cup de 2024 foi a 109ª edição da US Open Cup. É a mais antiga competição em andamento nos Estados Unidos e será disputada por 96 equipes dentro do sistema de ligas de futebol nos Estados Unidos.
Em 15 de dezembro de 2023, a Major League Soccer anunciou que seus times não participariam da edição de 2024 da US Open Cup devido ao congestionamento de jogos. Este teria sido o primeiro ano desde o seu início em que as equipes da MLS não participariam do torneio. A liga pretendia enviar times reservas da MLS Next Pro, mas o pedido foi negado pela Federação de Futebol dos Estados Unidos em 20 de dezembro. Um acordo foi firmado entre os dois lados em meados de fevereiro, segundo o qual a MLS enviará algumas, mas não todas, de suas equipes para a Open Cup em 2024, com discussões em andamento para uma solução de longo prazo em 2025 e além. Em 1 de março de 2024, o formato oficial foi anunciado, com a participação de oito times titulares da MLS e nove times reservas do MLS Next Pro. Esta é a primeira edição da US Open Cup desde 1999 em que alguns times da MLS não participaram da competição e a primeira desde 2015 em que participaram times reservas da MLS.

## Calendário
| Fase             | Data do sorteio | Dia das partidas |
| ---------------- | --------------- | ---------------- |
| Primeira Fase    | 1 de março      | 19–21 de março   |
| Segunda Fase     | 22 de março     | 2–3 de abril     |
| Terceira Fase    | TBA             | 16–17 de abril   |
| Quarta Fase      | TBA             | 7–8 de maio      |
| Oitavas de Final | TBA             | 21–22 de maio    |
| Quartas de Final | TBA             | 9–10 de julho    |
| Semifinais       | TBA             | 27–28 de agosto  |
| Final            | TBA             | 25 de setembro   |

## Participantes
| Primeira Fase | Primeira Fase | Primeira Fase | Terceira Fase | Quarta Fase | Quarta Fase |
| Open Division | Open Division | Division III | Division II | Division II | Division I |
| USASA 13 times | NPSL/USL2 19 times | USL1/Next Pro/NISA 31 times | USL Championship 24 times | USL Championship 24 times | MLS 8 times |
| National Amateur Cup - SC MesoAmerica (Cal South State Cup) Campeão da Primavera UPSL - AS Frenzi Classificados regionais - Azteca FC (CPL) - Brockton FC United (UPSL) - Chicago House (MWPL) - Christos FC (MSSL) - America CFL Spurs (UPSL) - FC Folsom (UPSL) - Foro SC (UPSL) - Irvine Zeta FC 2 (UPSL) - Miami United (USSL) - South Carolina United Heat (UPSL) - Vereinigung Erzgebirge (USL-P) | NPSL - Apotheos FC - Duluth FC - El Farolito - FC Motown - Lubbock Matadors SC - Steel City FC - Tulsa Athletic - West Chester United SC USL2 - Asheville City SC - Ballard FC - Brave SC - Chicago City SC - Des Moines Menace - Hudson Valley Hammers - NoVa FC - Redlands FC - South Carolina United FC - Vermont Green FC - Western Mass Pioneers | MLS Next Pro - Austin FC II - Carolina Core - Chattanooga FC - Chicago Fire II - Colorado Rapids 2 - Crown Legacy - Minnesota United 2 - New York City II - New York Red Bulls II - Portland Timbers 2 - Ventura County FC NISA - Arizona Monsoon - Georgia Lions - Capo FC - Club de Lyon FC - Irvine Zeta - Los Angeles Force - Maryland Bobcats FC - Michigan Stars FC - Savannah Clovers FC USL1 - Central Valley Fuego FC - Charlotte Independence - Chattanooga Red Wolves SC - Forward Madison FC - Greenville Triumph SC - Lexington SC - Northern Colorado Hailstorm FC - One Knoxville SC - Richmond Kickers - South Georgia Tormenta FC - Spokane Velocity - Union Omaha | - Birmingham Legion - Detroit City FC - El Paso Locomotive FC - Hartford Athletic - Indy Eleven - Las Vegas Lights FC - Loudoun United FC - Louisville City FC - Memphis 901 FC - Miami FC - Monterey Bay FC - New Mexico United - North Carolina FC - Oakland Roots SC - Rhode Island FC - FC Tulsa | - Charleston Battery - Colorado Springs Switchbacks FC - Orange County SC - Phoenix Rising FC - Pittsburgh Riverhounds - Sacramento Republic FC - San Antonio FC - Tampa Bay Rowdies | - Atlanta United - Dallas - Houston Dynamo - Los Angeles FC - Real Salt Lake - San José Earthquakes - Seattle Sounders - Sporting Kansas City |

- Negrito: Times ainda vivos no torneio.

## Primeira Fase
O sorteio da primeira fase aconteu no dia 2 de março. Esta fase da competição aconteceu nos dias 19 e 21 de março. Os times foram pareados de acordo com a distância geográfica.
| Chave | Equipe 1                  | Total         | Equipe 2                       |
| ----- | ------------------------- | ------------- | ------------------------------ |
| P1    | Chattanooga FC            | 0 – 1         | Miami United                   |
| P2    | Brave SC                  | 0 – 2         | Savannah Clovers FC            |
| P3    | Vermont Green FC          | 4 – 3         | Lexington SC                   |
| P4    | Forward Madison FC        | 2 – 0         | Duluth FC                      |
| P5    | West Chester United SC    | 0 – 2         | Maryland Bobcats FC            |
| P6    | South Georgia Tormenta FC | 1 – 0         | FC America CFL Spurs           |
| P7    | Tulsa Athletic            | 1 – 4         | Northern Colorado Hailstorm FC |
| P8    | Austin FC II              | 2 – 2 (3–4 p) | Foro SC                        |
| P9    | Portland Timbers 2        | 1 – 2         | El Farolito                    |
| P10   | Richmond Kickers          | 1 – 0         | Christos FC                    |
| P11   | AS Frenzi                 | 2 – 3         | Club de Lyon FC                |
| P12   | South Carolina United FC  | 0 – 1         | Greenville Triumph SC          |
| P13   | Asheville City SC         | 0 – 2         | One Knoxville SC               |
| P14   | Chicago Fire FC II        | 6 – 0         | Chicago City SC                |
| P15   | Apotheos FC               | 1 – 0         | Georgia Lions FC               |
| P16   | New York Red Bulls II     | 5 – 1         | Hudson Valley Hammers          |
| P17   | Chicago House             | 0 – 3         | Minnesota United FC 2          |
| P18   | FC Folsom                 | 1 – 2         | Central Valley Fuego FC        |
| P19   | Irvine Zeta FC            | 1 – 0         | SC MesoAmerica                 |
| P20   | Capo FC                   | 2 – 2 (4–5 p) | Des Moines Menace              |
| P21   | Los Angeles Force         | 2 – 1         | Redlands FC                    |
| P22   | Ballard FC                | 0 – 1         | Spokane Velocity               |
| P23   | Steel City FC             | 0 – 1         | Michigan Stars FC              |
| P24   | FC Motown                 | 0 – 3         | New York City FC II            |
| P25   | Chattanooga Red Wolves SC | 4 – 2 (pro.)  | Brockton FC United             |
| P26   | Crown Legacy              | 0 – 1         | South Carolina United Heat     |
| P27   | Western Mass Pioneers     | 0 – 4         | Union Omaha                    |
| P28   | Vereinigung Erzgebirge    | 0 – 2         | Charlotte Independence         |
| P29   | Carolina Core FC          | 3 – 2         | NoVa FC                        |
| P30   | Lubbock Matadors SC       | 2 – 1 (pro.)  | Arizona Monsoon                |
| P31   | Colorado Rapids 2         | 3 – 0         | Azteca FC                      |
| P32   | Ventura County FC         | 2 – 1         | Irvine Zeta FC 2               |

## Segunda Fase
O sorteio da segunda fase da competição aconteceu no dia 22 de março, com os jogos sendo realizados nos dias 2 e 3 de abril.
| Chave | Equipe 1                  | Total         | Equipe 2                       |
| ----- | ------------------------- | ------------- | ------------------------------ |
| P33   | Richmond Kickers          | 5 – 2         | Maryland Bobcats FC            |
| P34   | Charlotte Independence    | 0 – 0 (4–3 p) | South Carolina United Heat     |
| P35   | New York City II          | 4 – 2         | New York Red Bulls II          |
| P36   | Lubbock Matadors SC       | 2 – 0         | Foro SC                        |
| P37   | Minnesota United 2        | 0 – 2 (pro.)  | Michigan Stars FC              |
| P38   | Central Valley Fuego FC   | 1 – 2         | El Farolito                    |
| P39   | Miami United              | 2 – 0         | Club de Lyon FC                |
| P40   | South Georgia Tormenta FC | 4 – 0         | Savannah Clovers FC            |
| P41   | One Knoxville SC          | 2 – 3 (pro.)  | Greenville Triumph SC          |
| P42   | Vermont Green FC          | 1 – 2         | Carolina Core                  |
| P43   | Apotheos FC               | 0 – 1         | Chattanooga Red Wolves SC      |
| P44   | Chicago Fire II           | 2 – 0         | Forward Madison FC             |
| P45   | Union Omaha               | 3 – 1         | Des Moines Menace              |
| P46   | Colorado Rapids 2         | 2 – 3         | Northern Colorado Hailstorm FC |
| P47   | Ventura County FC         | 0 – 3         | Irvine Zeta FC                 |
| P48   | Spokane Velocity          | 1 – 0         | Los Angeles Force              |

## Terceira Fase
O sorteio da terceira fase da competição aconteceu no dia 4 de março, com os jogos sendo realizados nos dias 16 e 17 de abril. Para fins do sorteio, os 32 times que competiram nessa fase foram divididos em 7 grupos de quatro ou de seis, ao depender da distribuição geográfica das equipes. Ademais, o confronto entre dois times da USLC não podia ser sorteado nessa fase.

### Grupos
| Nordeste                                                                  | Atlântico | Sudeste                                                                                       | Sul                                                                                  |
| ------------------------------------------------------------------------- | --- | --------------------------------------------------------------------------------------------- | ------------------------------------------------------------------------------------ |
| Hartford Athletic Rhode Island FC Charlotte Independence New York City II | Loudoun United FC North Carolina FC Carolina Core Richmond Kickers                                              | Memphis 901 FC Miami FC Miami United South Georgia Tormenta FC                                | Birmingham Legion Louisville City FC Chattanooga Red Wolves SC Greenville Triumph SC |
| Norte                                                                     | Centro-Oeste | Oeste                                                                                         |                                                                                      |
| Detroit City FC Indy Eleven Chicago Fire II Michigan Stars FC             | El Paso Locomotive FC FC Tulsa New Mexico United Lubbock Matadors SC Northern Colorado Hailstorm FC Union Omaha | Las Vegas Lights FC Monterey Bay FC Oakland Roots SC El Farolito Irvine Zeta Spokane Velocity |                                                                                      |

### Resultados
| Chave | Equipe 1               | Total         | Equipe 2                       |
| ----- | ---------------------- | ------------- | ------------------------------ |
| P49   | Louisville City FC     | 3 – 1         | Greenville Triumph SC          |
| P50   | Detroit City FC        | 1 – 0         | Michigan Stars FC              |
| P51   | Charlotte Independence | 4 – 4 (5–4 p) | Rhode Island FC                |
| P52   | New Mexico United      | 3 – 1         | Lubbock Matadors SC            |
| P53   | Oakland Roots SC       | 2 – 1         | El Farolito                    |
| P54   | Hartford Athletic      | 2 – 3         | New York City II               |
| P55   | North Carolina FC      | 1 – 0         | Carolina Core                  |
| P56   | Memphis 901 FC         | 2 – 0         | Miami United                   |
| P57   | Richmond Kickers       | 0 – 0 (4–5 p) | Loudoun United FC              |
| P58   | Miami FC               | 2 – 4         | South Georgia Tormenta FC      |
| P59   | FC Tulsa               | 2 – 1         | Northern Colorado Hailstorm FC |
| P60   | Birmingham Legion      | 4 – 2         | Chattanooga Red Wolves SC      |
| P61   | Chicago Fire II        | 0 – 1         | Indy Eleven                    |
| P62   | Union Omaha            | 0 – 0 (5–3 p) | El Paso Locomotive FC          |
| P63   | Monterey Bay FC        | 2 – 1         | Irvine Zeta                    |
| P64   | Las Vegas Lights FC    | 2 – 1         | Spokane Velocity               |

## Quarta Fase
Os campeões da terceira fase, juntamente com os times restantes da MLS que entram nesta fase, serão sorteados em 8 grupos de quatro, dependendo da distribuição geográfica dos times restantes no torneio. As 16 partidas serão jogadas entre os dias 7 e 8 de maio.

### Grupos
| Alonso                                                                             | Gonsalves                                                 | Hakala-Nolan                                                     | LeToux                                                                  | Lopez                                                                        | Marl                                                                  | Onstad                                                    | Watson                                                                            |
| ---------------------------------------------------------------------------------- | --------------------------------------------------------- | ---------------------------------------------------------------- | ----------------------------------------------------------------------- | ---------------------------------------------------------------------------- | --------------------------------------------------------------------- | --------------------------------------------------------- | --------------------------------------------------------------------------------- |
| Atlanta United Charleston Battery Charlotte Independence South Georgia Tormenta FC | Birmingham Legion Dallas Memphis 901 FC Tampa Bay Rowdies | FC Tulsa Pittsburgh Riverhounds Sporting Kansas City Union Omaha | Louisville City FC North Carolina FC Phoenix Rising FC Seattle Sounders | Monterey Bay FC Oakland Roots SC Sacramento Republic FC San José Earthquakes | Las Vegas Lights FC Los Angeles FC Loudoun United FC Orange County SC | Detroit City FC Houston Dynamo Indy Eleven San Antonio FC | Colorado Springs Switchbacks FC New Mexico United New York City II Real Salt Lake |

### Resultados
| Chave | Equipe 1               | Total          | Equipe 2                        |
| ----- | ---------------------- | -------------- | ------------------------------- |
| P65   | Pittsburgh Riverhounds | 0 – 1          | FC Tulsa                        |
| P66   | Atlanta United         | 3 – 0          | Charlotte Independence          |
| P67   | Houston Dynamo         | 3 – 3 (9–10 p) | Detroit City FC                 |
| P68   | Dallas                 | 1 – 0          | Memphis 901 FC                  |
| P69   | San José Earthquakes   | 1 – 0          | Oakland Roots SC                |
| P70   | Orange County SC       | 1 – 2          | Loudoun United FC               |
| P71   | Sacramento Republic FC | 2 – 0          | Monterey Bay FC                 |
| P72   | Charleston Battery     | 3 – 2          | South Georgia Tormenta FC       |
| P73   | North Carolina FC      | 1 – 2          | Phoenix Rising FC               |
| P74   | Indy Eleven            | 2 – 0          | San Antonio FC                  |
| P75   | New York City II       | 1 – 0          | Colorado Springs Switchbacks FC |
| P76   | Tampa Bay Rowdies      | 6 – 4          | Birmingham Legion               |
| P77   | Union Omaha            | 1 – 2          | Sporting Kansas City            |
| P78   | New Mexico United      | 4 – 2          | Real Salt Lake                  |
| P79   | Seattle Sounders       | 2 – 2 (5–4 p)  | Louisville City FC              |
| P80   | Las Vegas Lights FC    | 1 – 3          | Los Angeles FC                  |

## Fase Final

### Chaveamento
|  | Oitavas de final       | Oitavas de final  |   |                        | Quartas de final | Quartas de final |  |                      | Semifinais | Semifinais |  |                      | Final | Final |
|  |                        |                   |   |                        |                  |                  |  |                      |            |            |  |                      |       |       |
|  | Sporting Kansas City   | 4                 |   |                        |                  |                  |  |                      |            |            |  |                      |       |       |
|  | FC Tulsa               | 0                 |   |                        |                  |                  |  |                      |            |            |  |                      |       |       |
|  | FC Tulsa               | 0                 |   | Sporting Kansas City   | 2                |                  |  |                      |            |            |  |                      |       |       |
|  |                        |                   |   | Sporting Kansas City   | 2                |                  |  |                      |            |            |  |                      |       |       |
|  |                        | Dallas            | 1 |                        |                  |                  |  |                      |            |            |  |                      |       |       |
|  | Tampa Bay Rowdies      | Dallas            | 1 | 1                      |                  |                  |  |                      |            |            |  |                      |       |       |
|  | Tampa Bay Rowdies      |                   |   | 1                      |                  |                  |  |                      |            |            |  |                      |       |       |
|  | Dallas                 | 2                 |   |                        |                  |                  |  |                      |            |            |  |                      |       |       |
|  | Dallas                 | 2                 |   |                        |                  |                  |  | Sporting Kansas City | 2          |            |  |                      |       |       |
|  |                        |                   |   |                        |                  |                  |  | Sporting Kansas City | 2          |            |  |                      |       |       |
|  |                        | Indy Eleven       | 0 |                        |                  |                  |  |                      |            |            |  |                      |       |       |
|  | Charleston Battery     | Indy Eleven       | 0 | 0(4)                   |                  |                  |  |                      |            |            |  |                      |       |       |
|  | Charleston Battery     |                   |   | 0(4)                   |                  |                  |  |                      |            |            |  |                      |       |       |
|  | Atlanta United         | 0(5)              |   |                        |                  |                  |  |                      |            |            |  |                      |       |       |
|  | Atlanta United         | 0(5)              |   | Atlanta United         | 1                |                  |  |                      |            |            |  |                      |       |       |
|  |                        |                   |   | Atlanta United         | 1                |                  |  |                      |            |            |  |                      |       |       |
|  |                        | Indy Eleven       | 2 |                        |                  |                  |  |                      |            |            |  |                      |       |       |
|  | Indy Eleven            | Indy Eleven       | 2 | 3                      |                  |                  |  |                      |            |            |  |                      |       |       |
|  | Indy Eleven            |                   |   | 3                      |                  |                  |  |                      |            |            |  |                      |       |       |
|  | Detroit City FC        | 0                 |   |                        |                  |                  |  |                      |            |            |  |                      |       |       |
|  | Detroit City FC        | 0                 |   |                        |                  |                  |  |                      |            |            |  | Sporting Kansas City | 1     |       |
|  |                        |                   |   |                        |                  |                  |  |                      |            |            |  | Sporting Kansas City | 1     |       |
|  |                        | Los Angeles FC    | 3 |                        |                  |                  |  |                      |            |            |  |                      |       |       |
|  | Sacramento Republic FC | Los Angeles FC    | 3 | 4                      |                  |                  |  |                      |            |            |  |                      |       |       |
|  | Sacramento Republic FC |                   |   | 4                      |                  |                  |  |                      |            |            |  |                      |       |       |
|  | San José Earthquakes   | 3                 |   |                        |                  |                  |  |                      |            |            |  |                      |       |       |
|  | San José Earthquakes   | 3                 |   | Sacramento Republic FC | 1                |                  |  |                      |            |            |  |                      |       |       |
|  |                        |                   |   | Sacramento Republic FC | 1                |                  |  |                      |            |            |  |                      |       |       |
|  |                        | Seattle Sounders  | 2 |                        |                  |                  |  |                      |            |            |  |                      |       |       |
|  | Seattle Sounders       | Seattle Sounders  | 2 | 2                      |                  |                  |  |                      |            |            |  |                      |       |       |
|  | Seattle Sounders       |                   |   | 2                      |                  |                  |  |                      |            |            |  |                      |       |       |
|  | Phoenix Rising FC      | 1                 |   |                        |                  |                  |  |                      |            |            |  |                      |       |       |
|  | Phoenix Rising FC      | 1                 |   |                        |                  |                  |  | Seattle Sounders     | 0          |            |  |                      |       |       |
|  |                        |                   |   |                        |                  |                  |  | Seattle Sounders     | 0          |            |  |                      |       |       |
|  |                        | Los Angeles FC    | 1 |                        |                  |                  |  |                      |            |            |  |                      |       |       |
|  | Los Angeles FC         | Los Angeles FC    | 1 | 3                      |                  |                  |  |                      |            |            |  |                      |       |       |
|  | Los Angeles FC         |                   |   | 3                      |                  |                  |  |                      |            |            |  |                      |       |       |
|  | Loudoun United FC      | 0                 |   |                        |                  |                  |  |                      |            |            |  |                      |       |       |
|  | Loudoun United FC      | 0                 |   | Los Angeles FC         | 3                |                  |  |                      |            |            |  |                      |       |       |
|  |                        |                   |   | Los Angeles FC         | 3                |                  |  |                      |            |            |  |                      |       |       |
|  |                        | New Mexico United | 1 |                        |                  |                  |  |                      |            |            |  |                      |       |       |
|  | New York City FC II    | New Mexico United | 1 | 0                      |                  |                  |  |                      |            |            |  |                      |       |       |
|  | New York City FC II    |                   |   | 0                      |                  |                  |  |                      |            |            |  |                      |       |       |
|  | New Mexico United      | 3                 |   |                        |                  |                  |  |                      |            |            |  |                      |       |       |